# 伊德里亞市鎮

46°00′N 14°01′E / 46.000°N 14.017°E
伊德里亞市鎮，是斯洛文尼亞西部的市镇，行政中心为伊德里亞。傳統上屬於斯洛維尼亞沿海地區。市镇面積为294平方公里，2002年人口数量为11,990人，人口密度每平方公里41人。